# Saint-Martin-Labouval
Saint-Martin-Labouval település Franciaországban, Lot megyében. Lakosainak száma 196 fő (2022. január 1.). Saint-Martin-Labouval Calvignac, Cénevières, Larnagol, Sauliac-sur-Célé és Tour-de-Faure községekkel határos.

## Népesség
A település népessége az elmúlt években az alábbi módon változott:
| Lakosok száma | 234  | 205  | 170  | 176  | 173  | 178  | 186  | 185  | 183  | 196  |
|               | 1968 | 1982 | 1990 | 2006 | 2013 | 2015 | 2017 | 2019 | 2020 | 2022 |